# Ryan Casciaro
Ryan Casciaro (n. Gibraltar, 11 de mayo de 1984) es un futbolista gibraltareño que juega de defensor para el Lincoln Red Imps FC de la Gibraltar Football League.

## Trayectoria
Casciaro inició su carrera en el año 2000 en el Gibraltar United FC de la segunda división. En el verano del 2006 pasó al Lincoln Red Imps FC donde se desempeña hasta la actualidad.

## Selección nacional
Casciaro hizo su debut internacional con la selección de Gibraltar el 19 de noviembre de 2013 en el 0-0 ante la Eslovaquia como condición de local. Además, este encuentro fue el primer partido de Gibraltar desde que fue admitido a la UEFA.

### Estadísticas con la selección
| 2013  | 1  | 0 |
| 2014  | 9  | 0 |
| 2015  | 2  | 0 |
| Total | 12 | 0 |

## Clubes
| Club                | País      | Año             |
| ------------------- | --------- | --------------- |
| Lincoln Red Imps FC | Gibraltar | 2006 - Presente |

## Palmarés

### Campeonatos nacionales
| Título                    | Club    | País      | Año     |
| ------------------------- | ------- | --------- | ------- |
| Gibraltar Football League | Lincoln | Gibraltar | 2006-07 |
| Gibraltar Football League | Lincoln | Gibraltar | 2007-08 |
| Gibraltar Football League | Lincoln | Gibraltar | 2008-09 |
| Gibraltar Football League | Lincoln | Gibraltar | 2009-10 |
| Gibraltar Football League | Lincoln | Gibraltar | 2010-11 |
| Gibraltar Football League | Lincoln | Gibraltar | 2011-12 |
| Gibraltar Football League | Lincoln | Gibraltar | 2012-13 |
| Gibraltar Football League | Lincoln | Gibraltar | 2013-14 |
| Gibraltar Football League | Lincoln | Gibraltar | 2014-15 |
| Gibraltar Football League | Lincoln | Gibraltar | 2015-16 |

### Copas nacionales
| Título               | Club    | País      | Año     |
| -------------------- | ------- | --------- | ------- |
| Supercopa Gibralteña | Lincoln | Gibraltar | 2007    |
| Rock Cup             | Lincoln | Gibraltar | 2007-08 |
| Supercopa Gibralteña | Lincoln | Gibraltar | 2008    |
| Rock Cup             | Lincoln | Gibraltar | 2008-09 |
| Supercopa Gibralteña | Lincoln | Gibraltar | 2009    |
| Rock Cup             | Lincoln | Gibraltar | 2009-10 |
| Supercopa Gibralteña | Lincoln | Gibraltar | 2010    |
| Rock Cup             | Lincoln | Gibraltar | 2010-11 |
| Supercopa Gibralteña | Lincoln | Gibraltar | 2011    |
| Rock Cup             | Lincoln | Gibraltar | 2013-14 |
| Copa de la Liga      | Lincoln | Gibraltar | 2013-14 |
| Supercopa Gibralteña | Lincoln | Gibraltar | 2014    |
| Rock Cup             | Lincoln | Gibraltar | 2014-15 |
| Supercopa Gibralteña | Lincoln | Gibraltar | 2015    |

## Vida personal
Ryan pertenece a la policía de Gibraltar. Es primo y compañero de equipo de los también futbolistas Lee Casciaro y Kyle Casciaro.